# سحر المزجرة

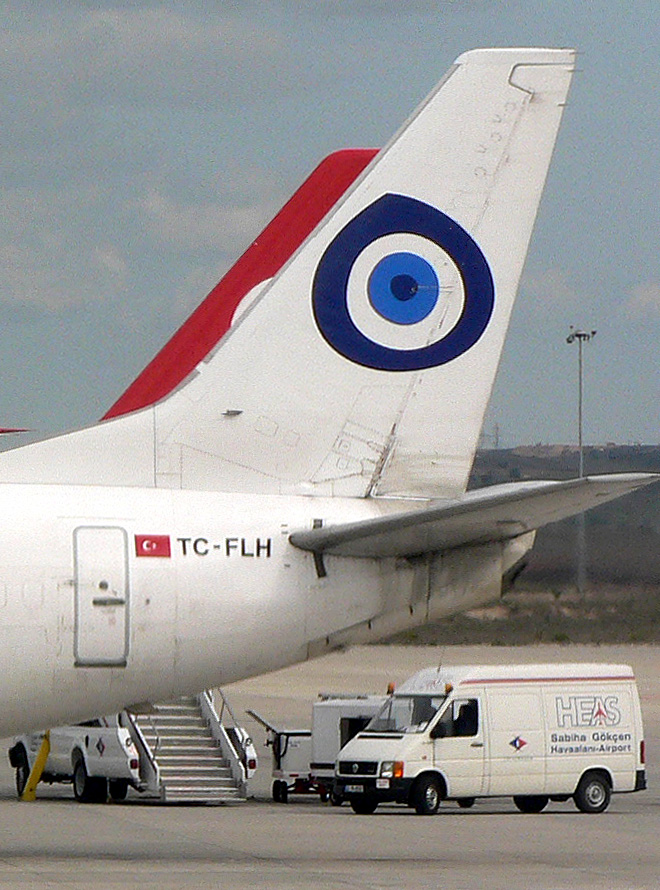
أحد الرموز التي تدرأ الحسد مرسوم على ذيل طائرة تركية.

سحر المَزْجَرة (بالإنجليزية: Apotropaic magic)‏ هو نوع من السحر يهدف إلى درء الأذى أو التأثيرات الشرية، مثل درء الأذى أو زجر عين الحسد. ويكون على شكل تميمة تتولى زجر الشياطين وقوى الشر عامة. تُمارس شعائر المَزْجَرَة بدافع الإيمان بالخرافات اللامفهومة أو بعيدًا عن التقاليد، كما هو الحال في سحر الحظ السعيد، أو التمائم، أو الإيماءات مثل الأصابع المتقاطعة أو النقر على الخشب. وقد قدم اليونانيون قرابين «لآلهة زجر قوى الشر»، الآلهة والأبطال القوميين الذين يمنحون الأمان ويدرؤون الشر.

## التأثيل والمعنى
مصطلح المَزْجَرَة هو تعريب للكلمة اليونانية (باليونانية: Apotropaion)‏ آبوتروبايون. كما وإنَّ المصطلح (بالإنجليزية: Apotropaic)‏ يعني «درء أو منع، وتشير إلى تفادي الشر.» ومن ضمن معانيه، أيضًا، امتلاك قوة درء أو زجر تأثير الشر، وهو معنى من عام 1883. وعمومًا، هذا المصطلح يشير إلى «الفن الذي يبحث عن الاشكال التي تجنب التأثيرات الشريرة أو الحظ السيئ بهيئة تماثيل».

## العين الزاجرة

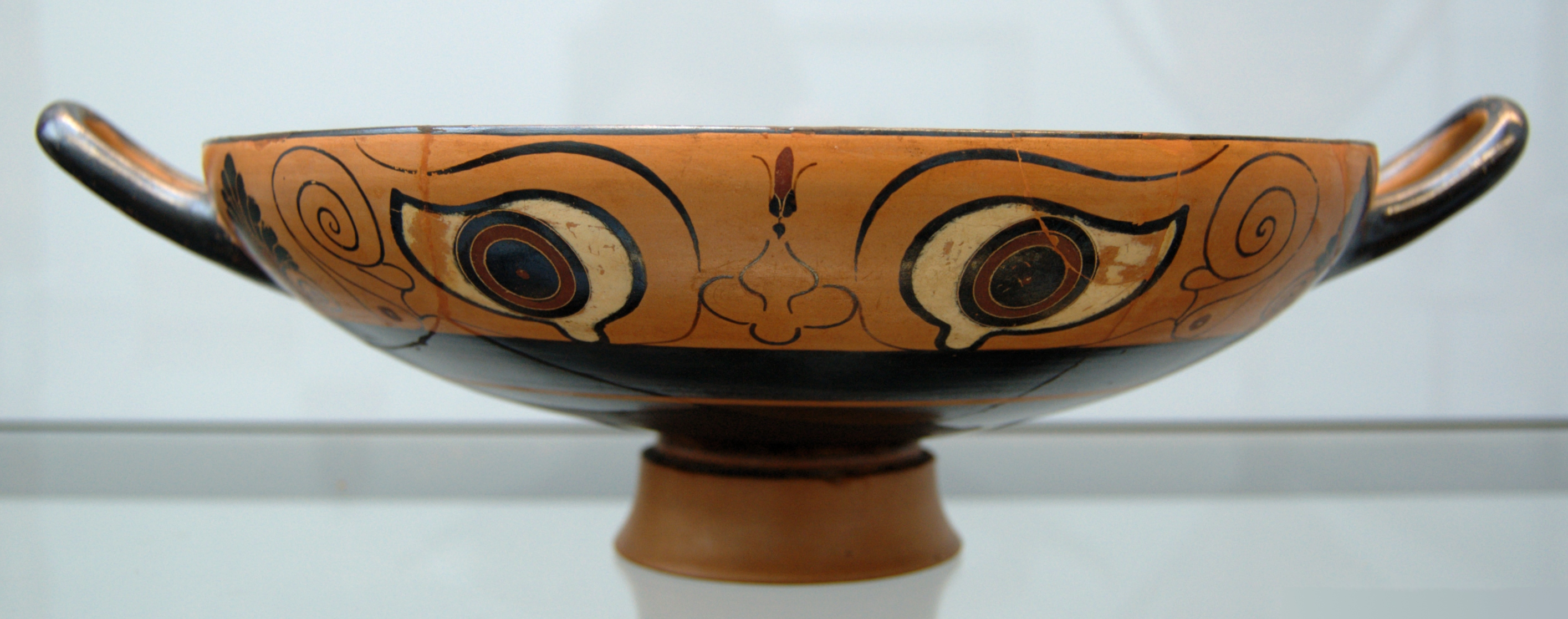
كأس العين Kylix (530-520 قبل الميلاد)، منقوش بنص خالكيدي. يتميز برسم عين لدرء العين الشريرة.

العين الزاجرة (بالإنجليزية: Apotropaic eye)‏ هي لوحة للعين أو العيون تُستخدم كرمز لدرء الشر، وتظهر بشكل أكثر شيوعًا على أواني الشرب اليونانية ذات الشكل الأسود المسماة (باليونانية: kylikes)‏ «أكواب العين»، من القرن السادس قبل الميلاد. قد يُعتقد أن العين الكبيرة المرسومة على هذه الكؤوس تمنع الأرواح الخطرة من دخول الفم مع النبيذ.